# حفظ البدن
حفظ البدن کتابی از فخر رازی است که در سده ششم هجری و دربارهٔ بهداشت تن و پیشگیری از بیماری‌ها در رده مقدماتی و ابتدایی نوشته شده‌ است. در حالی در پژوهش‌های انجام شده دربارهٔ فخر رازی کمتر به تحقیقات پزشکی‌اش اشاره شده، که او پس از محمد بن زکریای رازی و ابن سینا از معدود پزشکانی است که منطق و فلسفه را به خوبی آموخته و بر اساس آن‌ها به نظام مند کردن اصول پزشکی و به ویژه کالبد شناسی پرداخته است.

## ویرایش
این رساله با ویرایش و پژوهش سید حسین رضوی برقعی توسط پژوهشگاه علوم انسانی و مطالعات فرهنگی در ۶۰۰ صفحه در سال ۱۳۹۰ در تهران منتشر شده است. در بخش نخست این کتاب، در آغاز‌ ویراستار ضمن بررسی زندگی فخر رازی و معرفی جایگاه پزشکی او دربارهٔ اصل رساله، نکته‌های گوناگونی مانند اثبات انتساب رساله و زمان دقیق نوشتن را بررسی کرده است. در ۵۰۰ صفحه دیگر کتاب، تمام رساله «حفظ البدن» منتشر و در ۲۷ فصل به تفصیل نکاتی دربارهٔ مراقبت از بدن بیان شده‌ است. در بخشی از این کتاب که به آداب غذا خوردن پرداخته می خوانیم: «باید که طعام بر شهوتی صادق خورند و چون شهوت صادق پدید آید، در طعام خوردن تأخیر نکند. و چنان باید که چون دست از طعام باز گیرد، هنوز آرزوی طعام باقی باشد وی را که از بقیه شهوت، پس از یک ساعت برود. و بدترین خوردن آن است که معده را پران کند. پس اگر روزی چنین افتد، دگر روز، بسیار بخسبد در خانه‌ای که هوای آن معتدل است. و اگر خواب ببرد، بسیار نرود...».